# الشجن (الشعر)

تعديل مصدري - تعديل

الشجن محلة تابعة لقرية شرف النود، التابعة لعزلة الا ملؤك بمديرية الشعر إحدى مديريات محافظة إب في الجمهورية اليمنية، بلغ تعداد سكانها 81 حسب تعداد اليمن لعام 2004.